# Alcyone (nave)
L'Alcyone è la seconda nave del comandante Cousteau.
Questa nave è il punto d'arrivo nella ricerca di un nuovo sistema di propulsione non inquinante: la turbovela.
Tutto iniziò nel 1983 con il varo del mulino a vento sul quale era installata una turbovela, ovvero un cilindro metallico orientabile che sui lati aveva delle aperture (anch'esse orientabili) e sulla cui estremità superiore vi era un ventilatore.
Questa vela venne testata per la prima volta durante una traversata atlantica da Algeri a New York e subito il progetto di Jacques Cousteau, Lucien Malavard e Bertrand Charrier dimostrò il suo valore, anche se la turbovela andò perduta nella traversata a causa di cedimenti strutturali delle saldature, causati dall'instabilità dello scafo a catamarano del battello.
18 mesi dopo, nel 1985, esce dal porto di La Rochelle una nuova nave con 2 turbovele e dotata di uno scafo appositamente costruito in alluminio, era l'Alcyone che ritentò la traversata atlantica. Questa seconda nave progettata da André Mauric fondeva la turbovela con i motori diesel tradizionali gestiti da un computer, in modo tale da risparmiare più carburante possibile. Mantenendo una velocità di crociera costante, gestita dal computer, si poteva inquinare meno l'ambiente e ridurre i costi. L'Alcyone arrivando a New York dimostrò la reale efficacia della turbovela.
Negli anni successivi l'Alcyone è stata la seconda nave del gruppo di Cousteau.